# Svensk filosofi
Svensk filosofi er filosofi fra Sverige, der er en del af den vestlige filosofi. Den svenske filosofi har især udviklet sig siden det 17. århundrede, selv om den går helt tilbage til middelalderen.
Der er de senere år udgivet flere bøger og artikler om svensk filosofis historie, og ved Stockholms Universitet arbejdes der særligt på at synliggøre svensk filosofi

## Renæssance til nyere tid
Der var tidligt en interesse for filosofi i Sverige, og den franske filosof Rene Descartes døde under et besøg, som han var inviteret til i landet. En tidlig svensk filosof, der var inspireret af Descartes, var Andreas Rydelius (1671–1738). Han var fra Uppsala og skrev det vigtige hovedværk Nödvändiga förnuftsövningar för all slags studerande ungdom som vill hava sunda tankar . Rydelius regnes gerne for den svenske filosofihistories egentlige begyndelse og dermed som den første betydningsfulde svenske filosof. Han var uddannet teolog og kendetegnet ved, at han ud fra et cartesiansk perspektiv forsøgte at skabe en forening af tro og viden. En anden tidlig svensk filosof var Olof Celsius den ældre, der levede 1670-1756. Han beskæftigede sig både med filosofi og østerlandske sprog.
Samuel Grubbe (1786-1853) fulgte lidt senere, og han lagde sig først i sporet af Schelling, men forsøgte senere selv at begrunde en opfattelse, ifølge hvilken Gud er en absolut personlighed uden for tid og rum, hos hvem de endelige bevidstheder er evige ideer. De endelige bevidstheders leven i tiden er kun et skin, der skyldes den sanselige opfattelsesforms ejendommeligheder. Thomas Thorild (1759-1808) var en svensk repræsentant for Sturm und Drang bevægelsen, og han formulerede en særlig panteistisk opfattelse af livet. Han så herunder kunst og natur som ligedannede, så kunsten udtrykte naturen.
Historiens mest internationalt kendte svenske filosof blev den næsten samtidige Emanuel Swedenborg. Han var særlig kendt for en meget spirituel filosofi, kaldet spiritualisme. Herunder var Swedenborg mystiker og meget optaget af den åndelige verden. Hans bog Drømmebogen er oversat til dansk. Den kan forstås som et religiøst og dybdepsykologisk studie. Swedenborg fik blandt andet en vigtig betydning for Immanuel Kant. Immanuel Kant skrev en bog om Swedenborg, som han både kritiserede og lod sig inspirere af.
Mens Swedenborg fik stor betydning uden for Sverige, var den mest betydningsfulde filosof inden for landets egne grænser Christopher Jacob Boström (1797-1866), der gav ophav til den Boströmske skole. Han udviklede således en særlig filosofi, som kaldes "rationel idealisme". Her gav han en fortolkning af tilværelsen ud fra "det Absolutte”. Han endte med at betragte "det Absolutte" som identisk med selve verdensudviklingen. Carl Pontus Wikner (1837-1888) var til at begynde inspireret af den Boströmske filosofi, men han endte med at formulere en meget mere teistisk filosofi. Hele hans egen filosofi er da også båret af en religiøs interesse, og han har særligt fokus på kristendommen. Andre vigtige efterfølgere af den Boströmske skole var den vigtige svensk filosof Johan Vitalis Abraham Norström (1856-1916) samt svenskeren Carl Yngve Sahlin. Sahlins filosofi har et formelt og abstrakt præg; men den har øvet stor indflydelse ved sin videnskabelige alvor og logiske skarphed.
Andre vigtige filosoffer fra den tid var Benjamin Höijer (1767–1812), Fredrik Georg Afzelius (1812-1896), Peter August Gödecke (1840-1890) og Martin Birger Natanael Ekenberg (1870-1910), som stod bag en serie bombeattentater.

## Uppsala-filosofien
Positivismen har haft en vigtig betydning for den svenske fagfilosofi. Den dominerende retning i svensk filosofi i første del af 1900-tallet kom fra Uppsala, og har givet ophav til betegnelsen Uppsala-filosofi. En af grundlæggerne var Axel Hägerström, der var en vigtig filosof i det 20. århundrede, der i værket Om moraliska föreställningars sanning fra 1911 fremlagde et nihilistisk syn på værdier. Han blev ophavsmand til den positivistiske Uppsalafilosofi sammen med filosoffen Adolf Phalén. Denne skole var kendetegnet ved at være meget akademisk og lægge meget vægt på modstand mod metafysikken. Ingemar Hedenius (1908–1982) var også en vigtig repræsentant for den såkaldte Uppsala-filosofi. Han blev kendt for sin religionskritik og herunder især for sine angreb på kristendommen og de kristne kirker.

## Senmoderne tid
Inden for moderne svensk fagfilosofi stod tjekkisk-svenske Gerard Radnitzky for en liberalistisk filosofi, mens Torbjörn Tännsjö har stået for en utilitaristisk tilgang til medicinsk etik. Der findes idag flere betydningsfulde svenske filosoffer, der har en international relevans. En af det nutidige svenske filosoffer fra det 21. århundrede er Martin Hägglund, der blandt andet har beskæftiget sig med spiritualitet og frihed. Herunder har han været meget interesseret i at forstå betydningen af den menneskelige intuition. Han udfordrer tanken om, at der er liv efter døden, og Dagbladet Information i Danmark omtalte ham om som en af nutidens vigtigste tænkere .
Den nutidige svenske filosof Henrik Lagerlund har blandt andet skrevet bogen Matens filosofi. Her opfordrer han til en etisk omgang med mad, som er central for den måde det moderne menneske forholder sig til tilværelsen. Lagerlund har desuden skrevet en indføring i den vigtigste svenske filosofi.
Der findes også praktisk anvendt filosofi I Sverige, hvor især den filosofisk baserede eksistentielle terapi fået en større indflydelse end i resten af Skandinavien. Vigtigste repræsentanter her er blandt andre Dan Stiwne, Elisabeth Serrander og Ted Schroder.